# 소권괴초
《소권괴초》(笑拳怪招, The Fearless Hyena)는 홍콩에서 제작된 성룡 감독의 1979년 액션 영화이다. 성룡 등이 주연으로 출연하였고 허려화 등이 제작에 참여하였다.

## 출연

### 주연
- 성룡

### 조연
- 전준
- 이곤

## 기타
- 프로듀서: Li Hsien Chang
- 조명: Lin Tien Yung
- 조연출: Hsu Hsueh Liang
- 미술: Chou Chih Liang
- 무대장치: Hou Yeh Te
- 미술효과: Hu Lien Pi
- 무술팀: 성룡
- 의상: Li Yen Hung
- 카메라보조: Ho Teng Shan
- 컨설턴트: Willie C.K. Chan